# Ecuador Open Quito 2016
L'Ecuador Open Quito 2016 è stato un torneo di tennis giocato su campi in terra rossa. È stata la 2ª edizione del torneo che appartiene alla serie ATP World Tour 250 series nell'ambito dell'ATP World Tour 2016. Si è giocato a Quito in Ecuador dall'1 all'8 febbraio 2016.

## Partecipanti

### Teste di serie
| Nazionalità     | Giocatore              | Ranking* | Testa di serie |
| --------------- | ---------------------- | -------- | -------------- |
| Australia       | Bernard Tomić          | 17       | 1              |
| Spagna          | Feliciano López        | 19       | 2              |
| Brasile         | Thomaz Bellucci        | 37       | 3              |
| Spagna          | Fernando Verdasco      | 45       | 4              |
| Rep. Dominicana | Víctor Estrella Burgos | 55       | 5              |
| Italia          | Paolo Lorenzi          | 57       | 6              |
| Spagna          | Albert Ramos Viñolas   | 61       | 7              |
| Spagna          | Pablo Carreño Busta    | 68       | 8              |

* Ranking al 18 gennaio 2015.

### Altri partecipanti
I seguenti giocatori hanno ricevuto una wildcard per il tabellone principale:
- Gonzalo Escobar
- Alejandro González
- Giovanni Lapentti

I seguenti giocatori sono passati dalle qualificazioni:

- Jozef Kovalík
- Andrej Martin
- Renzo Olivo
- João Souza

## Punti e montepremi
| Torneo    | Torneo              | V      | F      | SF     | QF     | 2T    | 1T    | Q  | Q3    | Q2    | Q1 |
| Singolare | Punti               | 250    | 150    | 90     | 45     | 20    | 0     | 12 | 6     | 0     | 0  |
| Singolare | Premi in denaro ($) | 82.450 | 43.430 | 23.525 | 13.400 | 7.900 | 4.680 | –  | 2.105 | 1.055 | 0  |
| Doppio    | Punti               | 250    | 150    | 90     | 45     | 0     | –     | –  | –     | –     | –  |
| Doppio    | Premi in denaro ($) | 25.070 | 13.170 | 7.140  | 4.080  | 2.390 | –     | –  | –     | –     | –  |

## Campioni

### Singolare
Víctor Estrella Burgos ha battuto in finale  Thomaz Bellucci per 4–6, 7–6(5), 6–2.
- È il secondo titolo in carriera per Estrella Burgos, primo della stagione e secondo consecutivo a Quito.

### Doppio
Pablo Carreño Busta /  Guillermo Durán hanno battuto in finale  Thomaz Bellucci /  Marcelo Demoliner per 7-5, 6-4.